# Волки (фильм, 1981)
«Волки» (англ. Wolfen) —  американский фильм ужасов. Экранизация одноимённого романа 1978 года Уитли Страйбера. Приз Международного кинофестиваля в Авориазе.

## Сюжет
Детективу Уилсону поручают расследовать серию жестоких убийств в Нью-Йорке, где жертвы, предположительно, были убиты животными. Вскоре он с ужасом начинает понимать, что убийства совершаются древними сверхъестественными существами…

## В ролях
- Альберт Финни — Уилсон
- Дайан Венора — Ребекка Нефф
- Грегори Хайнс — Уиттингтон
- Эдвард Джеймс Олмос — Эдди Холт
- Дик О'Нил — Уоррен
- Том Нунен — Фергюссон
- Андрэ Стойка — голос ESS (озвучивание)

## Съёмочная группа
- Режиссёр — Майкл Уодли
- Продюсер — Руперт Хитзиг
- Сценаристы — Дэвид Айре, Майкл Уодли, Эрик Рот, Уитли Страйбер (автор книги)
- Композитор — Джеймс Рой Хорнер
- Главный оператор — Гэри Фишер
- Монтажёры — Маршал Борден, Мартин Брам, Дэннис Долан, Крис Лебензон
- Художники-постановщики — Пол Зилберт и Дэвид Чапман
- Художник по костюмам — Джон Боксер

## Награды
- 1982 — Специальный приз жюри МКФ в Авориазе